# Liste der Fahnenträger der nord-borneoischen Mannschaften bei Olympischen Spielen
Die Liste der Fahnenträger der nord-borneoischen Mannschaften bei Olympischen Spielen listet chronologisch alle Fahnenträger nord-borneoischer Mannschaften bei den Eröffnungsfeiern Olympischer Spiele auf.

## Liste der Fahnenträger
| Mannschaft        | Veranstaltung | Fahnenträger (EF) | Fahnenträger (AF) |
| ----------------- | ------------- | ----------------- | ----------------- |
| 1956 in Melbourne | Sommerspiele  | Gabuh bin Piging  |                   |

Anmerkung: (EF) = Eröffnungsfeier, (AF) = Abschlussfeier

## Statistik
| Rang    | Sportart       | EF | AF | ∑ |
| ------- | -------------- | -- | -- | - |
| 1       | Leichtathletik | 1  | 0  | 1 |
| Gesamt: | Gesamt:        | 1  | 0  | 1 |

| Rang            | Sportart | EF | AF | ∑ |
| --------------- | -------- | -- | -- | - |
| keine Teilnahme |          |    |    |   |
| Gesamt:         | Gesamt:  | 0  | 0  | 0 |

| Rang    | Sportart       | EF | AF | ∑ |
| ------- | -------------- | -- | -- | - |
| 1       | Leichtathletik | 1  | 0  | 1 |
| Gesamt: | Gesamt:        | 1  | 0  | 1 |